# Pierre Curie
Pierre Curie (Pariz, 15. svibnja 1859. - Pariz, 19. travnja 1906.), francuski kemičar i fizičar. Suprug M. Curie-Skłodowske, otac Irène Joliot-Curie. Radio kratko vrijeme kao profesor na Sorbonai (od 1904. do 1906.), jer je rano izgubio život u prometnoj nesreći. Sa suprugom otkrio je (1902.) zakon radioaktivnoga raspadanja.  Zajedno sa suprugom Marijom Skłodowskom-Curie i Antoineom Henrijem Becquerelom dobio je 1903. Nobelovu nagradu za fiziku. Našao je da radij neprestano stvara toplinu; otkrio je načelo simetrije u kristalografiji, aperiodičku analitičku vagu i drugo. S bratom Jacquesom otkrio (1883.) pojavu piezoelektričnog učinka. Formulirao (1895.) Curiejev zakon (nazvan i Curie-Weissov zakon), koji pokazuje ovisnost magnetske susceptibilnosti ili električne susceptibilnosti χ nekog materijala o temperaturi:
{\displaystyle \chi ={\frac {C}{T-T_{c}}}}
gdje je: C - konstanta ovisna o vrsti materijala, T - apsolutna temperatura, a Tc - Curiejeva temperatura (Curiejeva točka). Iznad Curiejeve temperature feromagnetički materijali pokazuju paramagnetička svojstva prema Curie-Weissovu zakonu. Pri toj temperaturi magnetska susceptibilnost teži u neizmjernost. Bio je član Francuske akademije znanosti (od 1905.). U čast bračnomu paru Curie nazvana je mjerna jedinica aktivnosti radioaktivnog izvora kiri, kemijski element kurij, radioaktivni mineral kirit. Pierre Curie umro je tragičnom smrću u 47. godini života, u nesreći kočije u Parizu. No, već tada je bio teško bolestan, najvjerojatnije od posljedica pretjeranog izlaganja radijaciji. Posmrtni ostaci Pierrea i njegove supruge preneseni su 1995. u pariški Panteon.

## Doprinosi
Bio je pionir na polju fizike i kemije, a poznata su njegova proučavanja na području kristalografije, magnetizma, piezoelektriciteta i radioaktivnosti.

### Radioaktivnost
Radioaktivnost je spontano emitiranje alfa-čestica i beta-čestica iz tvari, često praćeno i emisijom gama-elektromagnetskih valova, pri čem se mijenjaju svojstva tvari, to jest kemijski elementi prelaze iz jednih u druge te se oslobađa energija u obliku kinetičke energije emitiranih čestica ili energije elektromagnetskih valova. Prirodnu radioaktivnost otkrio je Antoine Henri Becquerel 1896. uočivši da uranijeve soli emitiraju nevidljivo zračenje koje djeluje na fotografsku ploču kroz zaštitni papir te da pod utjecajem toga zračenja elektroskop gubi električni naboj. Maria Skłodowska-Curie otkrila je 1898. takvo zračenje kod torijevih spojeva, te da se na zračenje ne može utjecati električnom strujom, zagrijavanjem, kemijskim reakcijama i slično, da se radioaktivni kemijski elementi pretvaraju jedni u druge i da vjerojatnost raspada ne ovisi o starosti pojedinog atoma. Ernest Rutherford otkrio je 1899. da se zračenje radija može podijeliti u dvije komponente, koje se različito apsorbiraju u tvarima. Slabo prodornu komponentu, koja je jako ionizirala zrak, nazvao je alfa-zrakama, prodorniju komponentu beta-zrakama. Francuski fizičar Paul Villard već je 1900. otkrio još prodorniju komponentu, gama-zrake. Ernest Rutherford i Frederick Soddy (1902.) na temelju analize gibanja zrakâ u magnetskome polju objasnili su prirodu radioaktivnosti. Wolfgang Pauli postavio je 1930. hipotezu o postojanju neutrina, tadašnjim detektorima neuhvatljive čestice koja odnosi dio energije u beta raspadu. Enrico Fermi postavio je 1933. prvu strogu teoriju beta raspada koja pretpostavlja da prijelaz neutrona u proton ili obratno uzrokuje slabo nuklearno međudjelovanje, a pritom dolazi do simultane emisije, odnosno apsorpcije elektrona i neutrina. Irène Joliot-Curie i Frédéric Joliot-Curie prvi su 1934. umjetno izazvali radioaktivnost i proizveli umjetni radioizotop stabilnog elementa.

### Radij
Radij je prirodni radioaktivni kemijski element. Poznata su 4 radijeva prirodna radioizotopa s masenim brojevima 223, 224, 226, 228 (najstabilniji je 226Ra, s vremenom poluraspada 1 600 godina). Radij je jedan od najrjeđih elemenata u prirodi, gdje ga na 1000 tona eruptivnoga stijenja ima u prosjeku samo 2 do 3 mg. Sav radij koji danas postoji u prirodi potječe od radioaktivnoga raspada težih elemenata, uranija, torija i aktinija. Pri radioaktivnom raspadu radija njegovi se atomi pretvaraju u atome radona, a oni u atome olovnog izotopa 206Pb. Radij su 1898. otkrili Pierre Curie i Maria Skłodowska-Curie u uraninitu na temelju njegove specifične aktivnosti, koju nisu mogli protumačiti samo prisutnom količinom uranija i polonija. Metalni radij u čistom stanju dobili su prvi put M. Curie-Skłodowska i francuski kemičar André Debierne (1910.). Uporaba radija zasniva se na njegovoj radioaktivnosti. Do 1950. mnogo se rabio u antitumorskoj terapiji i za proizvodnju svjetlećih premaza za brojčanike satova i različitih mjernih instrumenata. Služio je također kao izvor zračenja u nuklearnim istraživanjima, u radiografiji metala i kao izvor radona. Kako je kancerogen (najčešće može uzrokovati rak kostiju), u novije je doba u medicini i industriji zamijenjen sigurnijim i jeftinijim izvorima zračenja.

### Polonij
Polonij je radioaktivni kemijski element, srebrnobijeli teški metal, koji se pojavljuje u dvije modifikacije različite gustoće (9,32 g/cm³ i 9,4 g/cm³). Poznati su polonijevi radioizotopi s masenim brojevima između 192 i 218 (najstabilniji je 209Po, s vremenom poluraspada 102 godine), a neki od njih članovi su radioaktivnih raspadnih nizova. Polonij se kao jedan od najrjeđih elemenata u Zemljinoj kori pojavljuje u uranijevim rudama. Godine 1898. otkrila ga je Maria Skłodowska-Curie sa suprugom Pierreom Curieom, u uranijevu smolincu i nazvala ga po svojoj domovini Poljskoj. Polonij služi kao izvor ionizirajućega zračenja i sredstvo za ionizaciju, na primjer za uklanjanje statičkog elektriciteta.

### Curiejeva temperatura
Curiejeva temperatura je temperatura iznad koje feromagnetična tvar gubi svoja feromagnetska svojstva i postaje paramagnetična. Ime je dobila po francuskom fizičaru Pierru Curieu. Pri temperaturama nižim od Curiejeve magnetski momenti atoma unutar magnetskih domena djelomično su jednako usmjereni. Približavanjem temperature Curiejevoj temperaturi, termičko gibanje atoma sve više narušava ovo zajedničko usmjerenje. Pri Curiejevoj temperaturi ukupna magnetizacija jednaka je nuli tako da materijal postaje paramagnetičan.

### Piezoelektrični učinak
Piezoelektrični efekt ili piezoelektrični učinak je pojava električnog naboja na plohama nekih kristala (na primjer kremena, turmalina) ili keramičkih masa (na primjer barijeva titanata) pri mehaničkom stlačivanju ili rastezanju. Tu su pojavu otkrili (1880.) i proučili francuski fizičari i braća Jackues i Pierre Curie, te ustanovili da postoji i obrnuta pojava, to jest da se neki kristali pod djelovanjem električnoga polja stežu ili rastežu (poslije nazvana Lippmannov efekt ili Lippmannov učinak, po Gabrielu Lippmannu). Primjenjuje se u mikrofonima i raznim drugim uređajima u kojma je potrebno izazvati i izmjeriti vrlo male pomake.

## Vanjske poveznice
- Nobelova nagrada za fiziku 1903. (engl.)
- Bibliografija  Arhivirana inačica izvorne stranice od 28. kolovoza 2006. (Wayback Machine) (engl.)